# Samir Toplak
Samir Toplak (Varaždin, 23. travnja 1970.) bivši je hrvatski nogometaš i nogometni reprezentativac, sadašnji nogometni trener. Trenutačno je bez kluba.

## Igračka karijera
Igračku je karijeru Toplak započeo u varaždinskom Varteksu, a kasnije otišao je u njemačku Bundesligu, u Bochum nakon kojeg se vratio u matični Varteks.

### Reprezentativna karijera
Za hrvatsku reprezentaciju odigrao je dvije utakmice 1994. godine.

## Trenerska karijera
Trenersku karijeru, kao i igračku, započeo je u Varteksu. U Varteksu (kasnije NK Varaždin) je bio trener u omladinskoj školi, zatim sportski direktor te trener. Nakon Varaždina preuzima klupu vinkovačke Cibalije nakon koje odlazi u HNK Goricu. Godine 2013. postao je trenerom Zeline, a od 2014. godine pa sve do siječnja 2020. godine vodio je zaprešićki Inter. U ožujku 2021. godine postao je trener zagrebačke Lokomotive u kojoj je ostao do svibnja iste godine. Godine 2022. trenirao je HNK Goricu, a sredinom ožujka 2023. godine peuzeo je zagrebačku Kustošiju  . 

## Vanjske poveznice
- Samir Toplak na national-football-teams.com (engl.)
- Samir Toplak na worldfootball.net (engl.)
- Samir Toplak na fussballdaten.de (njem.)
- Samir Toplak na hrnogomet.com